# Dahir berbère
Le « dahir berbère », ainsi nommé au départ par ses opposants, ou Dahir du 17 hija 1348 (16 mai 1930) réglant le fonctionnement de la justice dans les tribus de coutume berbère non pourvues de mahakmas pour l'application du Chrâa (Charia),, est un dahir du temps du protectorat français au Maroc, établi sous la résidence générale de Lucien Saint et scellé par le sultan Mohammed ben Youssef (devenu plus tard roi Mohammed V), alors âgé de vingt ans et au début de son règne. 
Il vise à préserver l’autonomie traditionnelle des tribus berbères du Maroc, essentiellement dans le domaine juridique. 
Quels que furent les objectifs, « réels ou cachés », du texte de ce dahir, qui s'inscrivait dans le cadre de la « politique berbère » rapidement engagée par la puissance coloniale française après le traité de Fès de 1912, son adoption fut perçue au Maroc comme un non-respect des statuts du protectorat ou une atteinte à l'unité du peuple marocain ; au point de susciter une réaction nationaliste de grande ampleur, devenue une étape essentielle du nationalisme marocain et ayant conduit, dans un premier temps notable, environ quatre ans après (8 avril 1934), à une quasi-marche arrière.

## «Politique berbère»
Les motivations de la création du dahir berbère est une œuvre qui prend ses racines depuis fort longtemps, à commencer par la bulle papale de Grégoire XV, fondateur et organisateur de la mission de christianisation de la Barbarie, pays des infidèles. Cette mission sera représentée au Maroc par des franciscains en 1619.
- Le projet colonial s'inscrit dans la pensée de Louis Massignon : [citation nécessaire]

Reniement du berbérisme par Massignon
« C'est une question qui a été en effet pour moi un cas de conscience à la fois religieux et scientifique, pendant les années 1909 à 1913 où le père de Foucauld, par écrit et de vive voix, me pressait de consacrer après lui, ma vie à ce mouvement tournant qui devait éliminer la langue arabe et l'Islam de notre Afrique du Nord, au bénéfice de la langue française et de la chrétienté, en deux temps : 
1. exhumation du tuf linguistique et coutumier primitif des Berbères ;
2. assimilation par une langue et une loi (chrétienne ?) supérieures, française et chrétienne.[citation nécessaire]

Comme tous les croyants et tous les débutants, j'étais très sympathique à cette thèse ; j'avais cru à l'assimilation franco-chrétienne de la Kabylie par le mouvement tournant du berbérisme, (…) puis j'ai vu que leur désislamisation [des Kabyles] tournerait au laïcisme maçonnique (puis à un nationalisme nord-africain xénophobe…). Martyr ne se rendait pas compte de l'ignominie de ce berbérisme, et je mis des années à m'en apercevoir et à m'en dégager » ~ Louis Massignon.
- L'application du dahir se réalise en trois étapes.

### Étape du 11 septembre 1914
Sous l'influence d'un groupe de spécialistes des sociétés montagnardes du moyen et du haut Atlas, tel Maurice Le Glay (ancien militaire, contrôleur civil et écrivain), d'un noyau de professeurs laïcs hostiles à l'islam et de religieux[Qui ?] en collaboration avec l'évêque de Rabat, ce dahir avait pour but l'adaptation de la « justice berbère » aux conditions de l'époque dans l'esprit de la politique inaugurée au Maroc par Lyautey par le dahir du 11 septembre 1914. Cette politique consistait à préserver l'autonomie des Berbères, en particulier dans le domaine juridique, en les soustrayant à la législation islamique ou Charia et en maintenant leur droit coutumier, dit `Orf ou Izref.
La résidence se mobilise pour faire appliquer son plan en faisant signer au sultan le dahir qui soustrait les tribus berbères à la « loi islamique », reconnait leurs coutumes et dispose que l'appel des jugements rendus en matière pénale serait porté devant les juridictions françaises.

### Étape du16 mai 1930: le dahir dit «berbère»
Officialisant dans le pays la justice coutumière, enracinée depuis des millénaires.

### Étape du8 avril 1934
Son intitulé exact tel que le lui a donné le législateur est : "Dahir règlementant le fonctionnement de la justice dans les tribus de coutumes berbères". En application de ce dahir, l’arrêté viziriel du 8 avril 1934 organisait les tribunaux coutumiers ainsi constitués.

### Étape du22 octobre 1937
Pendant ses études à l’Université al-Qaraouiyine de Fès, Si Ahmed Boubia a organisé avec ses camarades la célèbre manifestation de Khémisset du 22 octobre 1937 contre la politique coloniale française et contre le Dahir berbère, manifestation qui était à l’origine d’un mouvement de solidarité populaire dans d’autres contrées du Maghreb selon le témoignage même du Président tunisien Habib Bourguiba dans un discours prononcé à l’occasion de la commémoration du 40e jour de la mort de Allal al-Fassi. Dans ce discours publié par le journal Al-Alam le 29 juin 1974, Habib Bourguiba insiste à plusieurs reprises sur l’importance du soulèvement de Khémisset pour une première coordination de la résistance au niveau du Maghreb.

## Texte du «dahir berbère»
Texte officiel du dahir du 16 mai 1930 (surnommé « dahir berbère » au départ par ses opposants) :

« LOUANGE A DIEU SEUL !
(Grand sceau de Sidi Mohammed)
Que l’on sache par la présente — puisse Dieu en élever et en fortifier la teneur !
Que Notre Majesté Chérifienne, 
Considérant que le dahir de Notre auguste père S. M. le Sultan Moulay Youssef, en date du 11 septembre 1914 (20 chaoual 1332), a prescrit dans l’intérêt du bien de nos sujets et de la tranquillité de l’État, de respecter le statut coutumier des tribus berbères pacifiées ; que dans le même but, le dahir du 15 juin 1922 (19 chaoual 1340) a institué des règles spéciales en ce qui concerne les aliénations immobilières qui seraient consenties à des étrangers dans les tribus de coutume berbère non pourvues de mahakmas pour l'application du Chrâa ; que de nombreuses tribus ont été depuis lors régulièrement classées par Notre Grand Vizir parmi celles dont le statut coutumier doit être respecté ; qu’il devient opportun de préciser aujourd’hui les conditions particulières dans lesquelles la justice sera rendue dans les mêmes tribus,
A DÉCIDÉ CE QUI SUIT :
ARTICLE PREMIER. — Dans les tribus de Notre Empire reconnues comme étant de coutume berbère, la répression des infractions commises par des sujets marocains qui serait de la compétence des caïds dans les autres parties de l’Empire, est de la compétence des chefs de tribu.

Pour les autres infractions, la compétence et la répression sont réglées par les articles 4 et 6 du présent dahir.
ART. 2. — Sous réserve des règles de compétence qui régissent les tribunaux français de Notre Empire, les actions civiles ou commerciales, mobilières ou immobilières sont jugées, en premier ou dernier ressort, suivant le taux qui sera fixé par arrêté viziriel, par les juridictions spéciales appelées tribunaux coutumiers.
Ces tribunaux sont également compétents en tout matière de statut personnel ou successoral.
Ils appliquent, dans les cas, la coutume locale.
ART. 3. — L’appel des jugements rendus par les tribunaux coutumiers, dans les cas où il sera recevable, est porté devant les juridictions appelées tribunaux d’appel coutumiers.
ART. 4. — En matière pénale, ces tribunaux d’appel sont également compétents, en premier et dernier ressort, pour la répression des infractions prévues à l’alinéa 2 de l’article premier ci-dessus, et en outre de toutes infractions commises par des membres des tribunaux coutumiers dont la compétence normale est attribuée au chef de la tribu.
ART. 5. — Auprès de chaque tribunal coutumier de première instance ou d’appel est placé un commissaire du Gouvernement, délégué par l’autorité régionale de contrôle de laquelle il dépend. Près de chacune de ces juridictions est également placé un secrétaire-greffier, lequel remplit en outre les fonctions de notaire.
ART. 6. — Les juridictions françaises statuant en matière pénale, suivant les règles qui leur sont propres, sont compétentes pour la répression des crimes commis en pays berbère quelle que soit la condition de l’auteur du crime.
Dans ces cas, est applicable le dahir du 12 août 1913 (9 ramadan 1331) sur la procédure criminelle.
ART. 7. — Les actions immobilières auxquelles seraient parties, soit comme demandeur, soit comme défendeur, des ressortissants des juridictions françaises, sont de la compétence de ces juridictions.
ART. 8. — Toutes les règles d’organisation, de composition et de fonctionnement des tribunaux coutumiers seront fixées par arrêtés viziriels successifs, selon les cas et suivant les besoins.
Fait à Rabat, le 17 hijja 1348,
(16 mai 1930)
Vu pour promulgation et mise à exécution : 
Rabat, le 23 mai 1930.
Le Commissaire Résident général.
Lucien Saint. »

## Campagne contre le dahir

### Réaction nationaliste
En 1930, le Dahir berbère qui a été publié le 16 mai 1930 et qui instaure une division ethnique entre Arabes et Berbères pour mieux ancrer la politique coloniale au Maroc, ce texte a entraîné la première réaction des jeunes nationalistes slaouis. Après plusieurs concertations avec ses amis Abdellatif Sbihi, Mohamed Chémaou, Abdeslam Aouad, Ahmed Maâninou et son frère Saïd Hajji, c'est Abdelkrim Hajji, qui eut l'idée d’utiliser le « Latif », comme arme religieuse pour sensibiliser les gens sur le danger que constitue ce Dahir (http://said.hajji.name/fr/book-anneau2.html (L'anneau manquant de l'histoire du mouvement national (Daâwat Alhaq -ministère des Habous et des Affaires Islamiques - No 232 du 23 novembre 1983)(http://said.hajji.name/fr/book-istiqlal.html (Hommage du Parti de l'Istiqlal à Abdelkrim Hajji ("Al Alam" - 29 janvier 1990))[style à revoir]. Il a aussitôt fait la tournée des écoles coraniques de Salé pour leur demander la lecture du « Latif ». L’appel au « latif » no  8 a ainsi été lancé à Salé le 27 juin 1930 par Abdelkrim Hajji, relayé par la suite dans les principales mosquées du Maroc ; et une pétition contre le dahir berbère du 16 mai 1930, rédigée par le mufti Abu Bakr Zniber, est remise le 28 août au Sultan Mohammed ben Youssef par le biais du grand vizir Al-MoqriN 9[pas clair] ainsi qu'au Résident général. Le mouvement de contestation conduit finalement la France, en 1934, au retrait de ce dahir, perçu par les intellectuels de l’époque comme une tentative de division du peuple marocain.

### Autres réactions
L'occupant colonial (la Résidence) va rapidement réagir en exerçant de fortes pressions sur le sultan Mohammed ben Youssef (futur roi Mohammed V), alors âgé de vingt ans et ayant succédé à son père Moulay Youssef (sultan de 1912 à 1927) deux ans et demi plus tôt, pour qu'il condamne publiquement toutes les manifestations contre le dahir.
À l'occasion de la commémoration de la fête du Mouloud, le 2 août 1930, un message du sultan préparé par la Résidence a été lu dans les mosquées.

## Réflexions sur le Dahir dit Berbère
Les manifestations pacifiques propagées à travers le pays grâce à l'appel au "latif" relayé par la Pétition du 28 aout 1930 constituent la première réaction nationaliste organisée contre l’occupant et conduira la France au retrait du Dahir Berbère.
Nombreux s’accordent aujourd’hui à reconnaitre que cet important épisode historique et le recul de la France a conforté  les nationalistes et constitue l’acte fondateur  de la prise de conscience politique qui conduira une dizaine d’années plus tard à la signature le 11 janvier 1944 d’une nouvelle Pétition, cette fois appelée « Manifeste de l'indépendance ».
Les signataires de la pétition contre le Dahir Berbère sont les symboles des Marocains libres. Tous font partie du panthéon marocain : grands résistants avant l'heure de l'indépendance.
L’abrogation du dahir dit berbère devient un thème de revendication du nationalisme dont toutes les organisations, embryonnaires dans les milieux citadins et jusque-là sans contact entre elles, vont se rapprocher. Pour la première fois sont offertes, à ceux qui se veulent conducteurs d’hommes, des masses populaires prêtes à les suivre ; en effet une atteinte à la religion est alors une idée-force capable de tirer de sa passive indifférence la population.

## Controverses
En 2002, Mohamed Mounib publie son ouvrage "Le Dahir berbère : le plus grand mensonge politique du Maroc contemporain", où il essaie de clarifier les dispositions de ce dahir, qui reste l'un des thèmes les plus controversés du Protectorat français au Maroc.

#### Textes officiels
- « Dahir du 20 chaoual 1332 (11 septembre 1914) relatif à l'administration des tribus berbères de l'Empire », Bulletin officiel de l'Empire chérifien - Protectorat de la République française au Maroc, no 100,‎ 20 septembre 1914, p. 742-743 (lire en ligne [PDF])
- « Dahir du 17 hija 1348 (16 mai 1930) réglant le fonctionnement de la justice dans les tribus de coutume berbère non pourvues de mahakmas pour l'application du Chrâa », Bulletin officiel de l'Empire chérifien - Protectorat de la République française au Maroc, no 918,‎ 30 mai 1930, p. 652 (lire en ligne [PDF])  Texte du dahir dit « berbère ».
- « Dahir du 23 hija 1352 (8 avril 1934) soumettant à un régime uniforme en matière pénale les juridictions des pachas et caïds de Notre Empire, et portant extension de compétence et réorganisation du Haut tribunal chérifien », Bulletin officiel de l'Empire chérifien - Protectorat de la République française au Maroc, no 1120,‎ 13 avril 1934, p. 306 (lire en ligne [PDF])

#### Ouvrages
- (ar) Mohamed Hassan Ouazzani, Mémoires d'une vie et d'un combat vol 3, Fondation Mohamed Hassan Ouazzani, 506 p. (lire en ligne)
- Michel Abitbol, « Un tournant : le Dahir berbère (16 mai 1930) », dans Histoire du Maroc, Paris, Perrin, 2009, 673 p. (ISBN 978-2-262-02388-1, BNF 41462232), p. 449-456
- Charles-André Julien, « Le dahir berbère », dans Le Maroc face aux impérialismes : 1415-1956, Paris, Éditions du Jaguar, 2011 (1re éd. 1978), 549 p. (ISBN 9782869504219), p. 160
- Charles-André Julien, L'Afrique du Nord en marche : Algérie-Tunisie-Maroc, 1880-1952, Paris, Omnibus, 2002 (réimpr. 1953 et 1972 [revue et augmentée par l'auteur]) (1re éd. 1952), 499 p. (ISBN 2-258-05863-5)
  - « Le "dahir berbère" du 16 mai 1930 », p. 130-131 
  - « La campagne contre le dahir », p. 131-132
  - « Les conséquences d'une opposition victorieuse », p. 133-135
- Bernard Lugan, « La défense des statuts du protectorat », dans Histoire du Maroc : Des origines à nos jours, Paris, Ellipses, 2011, 403 p. (ISBN 9782729863524), p. 288-291
- Georges Odo, « Le Dahir berbère : 1929-1930 », dans Les Francs-Maçons au Maroc sous la IIIe République : 1867-1940, Paris, Éditions maçonniques de France, coll. « Encyclopédie maçonnique », 1999, 127 p. (ISBN 2903846553) [lire sur le site de l’auteur]

#### Articles
- Joseph Luccioni, « L'élaboration du dahir berbère du 16 mai 1930 », Revue de l'Occident musulman et de la Méditerranée, no 38,‎ 1984, p. 75-81 (lire en ligne)
- Gilles Lafuente, « Dahir berbère », dans Encyclopédie berbère, vol. XIV, Édisud, 1994, p. 2178-2192 [lire sur le site revues.org]
- Gilles Lafuente, « Dossier marocain sur le dahir berbère de 1930 », Revue de l'Occident musulman et de la Méditerranée, no 38,‎ 1984, p. 83-116 [lire sur le site persee.fr]
- Adnan Sebti, « Une vie, une œuvre : Le tombeur du Dahir berbère, Chakib Arsalane », Zamane, Casablanca, no 17,‎ mars 2012, p. 62-65
- Adnan Sebti, « Le Dahir berbère et le sultan résistant », Zamane, nos 22-23,‎ août-septembre 2012, p. 6-10